# Berry Hill
Berry Hill és una població dels Estats Units a l'estat de Tennessee. Segons el cens del 2000 tenia 674 habitants.

## Demografia
Segons el cens del 2000, Berry Hill tenia 674 habitants, 399 habitatges, i 126 famílies. La densitat de població era de 289,1 habitants/km².
Dels 399 habitatges en un 10,3% hi vivien nens de menys de 18 anys, en un 19,8% hi vivien parelles casades, en un 8,3% dones solteres, i en un 68,4% no eren unitats familiars. En el 58,9% dels habitatges hi vivien persones soles el 10% de les quals corresponia a persones de 65 anys o més que vivien soles. El nombre mitjà de persones vivint en cada habitatge era d'1,65 i el nombre mitjà de persones que vivien en cada família era de 2,54.
Per edats la població es repartia de la següent manera: un 10,5% tenia menys de 18 anys, un 11,4% entre 18 i 24, un 39,8% entre 25 i 44, un 25,1% de 45 a 60 i un 13,2% 65 anys o més.
L'edat mediana era de 38 anys. Per cada 100 dones de 18 o més anys hi havia 104,4 homes.
La renda mediana per habitatge era de 30.529 $ i la renda mediana per família de 43.636 $. Els homes tenien una renda mediana de 27.778 $ mentre que les dones 23.500 $. La renda per capita de la població era de 22.154 $. Entorn del 4,9% de les famílies i el 10,3% de la població estaven per davall del llindar de pobresa.

## Poblacions més properes
El següent diagrama mostra les poblacions més properes.